# 江合川
江合川（えあいがわ）は、宮城県北部から中部を流れる河川。一級河川である北上川の支流の一つで、荒雄岳に端を発し、大崎市、涌谷町を流れ、石巻市で旧北上川に注ぐ。
源流から河口までの全長は約93キロメートル、幹川流路延長は約79.9キロメートル。流域面積は約591平方キロメートル。
流域は概ねかつての玉造郡全域に相当し、かつては玉造川と呼ばれていた。このほか荒雄岳周辺の源流域では荒雄川と呼ばれている。

## 概要
江合川は、荒雄岳に発し、鬼首カルデラ、鳴子ダムを経て大崎平野に流入する。歴史的には、広淵沼、定川を経て石巻湾に注いでいた時期や鳴瀬川と合流していた時期があり、江戸時代の河川改修で北上川に注ぐようになった。その後北上川の下流の河道改修によって、現在は旧北上川に注いでいる。
主な支流に、大谷川、田尻川、出来川、新江合川など。このほか大崎平野には数多くの水路が張り巡らされ、一帯の河川を相互につないでいる。
田尻川、江合川、出来川、鳴瀬川などが並走する一帯はかつての氾濫原で、数多くの沼沢地があった。そのところどころにある丘陵地に居住地が形成されていて、古代から江合川に沿って太平洋側（陸奥国）と内陸や日本海側（出羽国）を結ぶ連絡路が通じていた。流域は平安時代から風光明媚で知られ、数多くの歌人によって流域の風景を詠んだ和歌が伝わっている。
その一方で、極端な平坦地に多数の河川が集中する大崎平野は洪水に悩まされてきた。近世から昭和期に至るまで断続的に河川改修が行われるとともに、沼沢地の干拓が行われた結果、流域の湖沼の多くは姿を消した。

## 流路の概要と流域史

### 呼称
江合川は、荒雄岳に発し、玉造郡を貫流する。かつては岩出山の扇状地よりも上流側を「荒雄川」、中流以降を「玉造川」と呼んでいた。はっきりとした時代や由来は不詳だが、下流で河道改修が行われた結果、川が合流するの意で下流を「江合川」と呼ぶようになったと考えられている。いまでも上流側を中心として「荒雄川」の通称が使われており、国土地理院地図などでも「荒雄川」の名称が併記されている。

### 荒雄川神社
江合川（荒雄川）は古来より氾濫を繰り返し、犠牲者を出してきた。流域では水の神と温泉の神を祭祀する荒雄川神社が営まれてきた。荒雄川神社は延喜式神名帳掲載の「荒雄河神社」に比定され、源流域の荒雄川神社（奥の宮）と、上流域の荒雄川神社（里の宮）が現存する。里の宮には源義家が黄金の太刀を奉納したと伝わる。
ほかにも、特に下流域を中心に36の「荒雄川神社」（三十六所明神）があったとされるが、江戸時代に河川改修が行われる時に、「里の宮」にこれらを合祀したと伝わる。この「里の宮」から上流側は「荒雄川」、下流側は「玉造川」と呼ばれていたという。
本節では便宜上、鳴子ダムまでを「源流域」、鳴子ダムから岩出山町の扇状地の入り口までを「上流域」、大崎平野までを「中流域」、それ以降を「下流域」と大別する。

### 源流域（荒雄川・鬼首村）
江合川は、源流域の大崎市北西部（旧鳴子町）では荒雄川と呼ばれている。荒雄川神社では荒雄川が祀られており、源流域の鬼首地区には「奥の宮」と呼ばれる荒雄川神社がある。
荒雄川は荒雄岳（標高983.9メートル）一帯の沢を源としている。荒雄岳は、かつての火山帯の分類では那須火山帯に属していて、直径7キロメートルほどの円錐状の主峰と環状の鬼首カルデラ（鬼首盆地）、その外輪山をもっている。荒雄川は荒雄岳主峰と外輪山のあいだの鬼首カルデラを反時計回りに、東、北、西、南と曲流、ほぼ一周している。
この環状の盆地帯には、陸奥国と出羽国を結ぶ主要路の一つ最上仙北通（現在の国道108号、別称「羽後街道」「鬼首海道」）が通じて、古くから軍事上の重要路になっていた。江戸時代には仙台藩、秋田藩、山形藩の国境となって藩の番所が設置されていた。
荒尾川の左岸にあたる荒雄岳の西麓から南麓にかけての一帯には鬼首温泉がある。荒尾川の支流の沢に沿っていくつもの温泉が古くから開湯しており、間欠泉や鬼首地熱発電所が分布している。このあたりを流れる沢のなかには、自然に湧出した温泉が高温のまま流れる「湯の川」のようになっているものもある。
荒雄川の右岸は、禿岳（標高1261.4メートル）などからなる鬼首カルデラの外輪山が取り囲んでいる。その中腹はなだらかな斜面になっていて、スキー場などのリゾート開発が行われた。しかしその開発の結果として洪水の流出増加が危ぶまれ、新たに上大沢ダム（2003（平成15）年完成）が建設された。
荒雄岳のまわりを一周した荒雄川は、南へ転じて花渕山（標高984.9メートル）の東側の峡谷を南流する。ここには1957（昭和32）年に鳴子ダムが築かれており、そのダム湖は荒雄湖と命名されている。

### 上流域（鳴子町・美豆の小島）
鳴子ダムの下流で、右岸から支流の大谷川をあわせる。大谷川は源流域で山形県との県境になっている川で、江合川に合流する手前では、花渕山の裾野で落差100メートルの断崖に挟まれた険しいV字谷の鳴子峡を形成している。
その崖上には、ここを通過する中山越出羽道（現在の国道47号）の尿前（しとまえ）関所が置かれていた。当地を古代から歌に詠まれた「いはての関」に比定する説もあり、松尾芭蕉の『おくのほそ道』にはここを通過した際の記述が残されている。
大谷川の合流後は東に転じ、鳴子火山群を北に回りこむ。このあたりの右岸には、鳴子火山群の麓に温泉が湧き、川沿いに鳴子温泉、東鳴子温泉、川渡温泉などが点在している。
これらの温泉地帯を過ぎたあたりで、川の両側に小黒ヶ崎山などが迫り、谷が狭まる。ここに「美豆の小島」（みずのこじま）と呼ばれる岩場がある。
ほかにもさまざまな和歌撰集に小黒ヶ崎山と美豆の小島を詠んだものがあるほか、『曾良旅日記』や『おくのほそ道』にも登場する歌名所として知られていた。これらの史料では、小黒ヶ崎山は巨岩・奇岩の岩山で頂部に松の老木が並び、美豆の小島は川の中洲の岩場に三本の松が生える佳景の地として描かれている。しかし、1890（明治23）年に洪水があり、もともと風化していた岩場が損傷したと伝わっている。その後は荒廃していたが、2008（平成20）年から大崎市や地元の有志によって往年の姿を取り戻す取り組みが行われている。しかし、県の管理下にある河道の改修などを伴うため容易ではない、という課題が示されている。
小黒ヶ崎山の麓でいちど谷が狭くなり、江合川は山裾に沿って南に弧を描く。これを過ぎると岩出山町の扇状地が始まる。この「扇の要」部に相当するあたりには、古い時代には池月沼や小黒ヶ崎沼と呼ばれる河跡湖があったと伝えられている。安永期（1772-1780年）の史料では、当時はもう池月沼はなくなっていたとされているが、平安時代に源俊頼が詠んだ歌が遺されている。
この「池月沼」付近は、宇治川の戦いの先陣争いで知られる名馬池月の産地だという伝承があり、池の跡地には馬の神を祀る池月神社の祠があった。この付近には延喜式神名帳掲載の荒雄川神社（里の宮）がある。かつてはこの地点から上流側を「荒雄川」、下流側を「玉造川」と称していた。

### 中流域（玉造川・岩出山）
江合川は両岸を広げ、旧岩出山町に扇状地を形成しながら南東へ進む。このあたりは旧玉造郡の中心地であり、古代の玉造柵の比定地とする説もある。
川をはさむ河岸段丘（玉造丘陵）には座散乱木遺跡などがある。これは1970年代に、宮城県としては初めてとなる旧石器時代の石器や遺跡として発見されたもので、最も古いもの3万年前の石器群と比定された。ところが後にこれらは捏造であることが発覚した。（旧石器捏造事件）
この河岸段丘の舌部には、伊達政宗の居城として知られる岩出山城がある。江合川の右岸には伊達政宗が町割を行った城下町が拓かれ、江合川から取水した内川という用水が築かれた。江戸時代初期には岩出山城よりも上流部の下一栗地区付近まで舟運が行われていたらしいが、徐々に川床が浅くなって舟運の上流限がどんどんと下り、江戸時代末期には旧古川市福沼付近までしか遡上できなくなっていた。

### 下流域（大崎平野）
この城下町（旧岩出山町の中心街）を過ぎると、江合川は沖積地に出る。これは江合川や並走する鳴瀬川が形成したもので、大崎平野と呼ばれ、その土壌は肥沃な「大崎耕土」と美称されている。
川はそのまま南東へ向かい、旧古川市の中心市街地の北縁を流れている。「江合川」の呼称は古川市の江戸時代以前の古称「江合村」に由来するものである。その頃も、江合村の上流側と下流側の両方では、かつては「玉造川」と呼ばれていた。
江合川は、江戸時代以降、大崎平野を広大な穀倉地帯へ変えるための水源として利用され、収穫した米の輸送にも用いられた。しかしその一方で、この開拓は江合川と並走する鳴瀬川や、北上川（旧北上川）とその支川による洪水との戦いでもあり、江合川自身も氾濫によって流路を何度か変えた。不確かな記録ではあるが、旧古川市付近で鳴瀬川と合流し、南へ向かって石巻湾に注いでいた時期もあったともされている。また、これとは反対に、伊達政宗の時代には東で迫川と合流して北上川に注いでいた時期もあるという。
明治時代にはこれらの河川の総合的な改修が計画もあったが、上流の玉造郡と下流の遠田郡との利害の調整がつかず、ほとんど実現しなかった。1922（大正11）年から旧古川市の福沼付近から分流する新江合川が開削され、鳴瀬川への放水路の役割を果たしたのが、わずかに実現したものである。
こうした氾濫問題の抜本的な解決として、北上特定地域総合開発計画により築かれたのが鳴子ダムであり、その完成をもって大崎平野の洪水問題は終息をみた。新江合川も、今では流量調節の機能はほとんど果たしていない。
現在の江合川は、篦岳丘陵の南麓を東流し、石巻市の神取橋付近で旧北上川に注いでいる。この旧北上川は、かつては北上川本流だったものだが、明治末期から昭和初期にかけて新河道をつくり、新しい「本流」は北上川として追波湾へ注いでいる。

## 支流

### 出来川
出来川（できがわ）は江合川右岸の支流である。長さは約21キロメートル。
江合川と鳴瀬川の平坦地を流れており、旧小牛田町（現在は合併により美里町）の中心部をぬけて大崎平野に出る。このあたりはもともと江合川と鳴瀬川に挟まれた氾濫原で、名鰭沼（なびれぬま）という大きな湖があった。昭和40年代から185ヘクタールあまりが干拓され、1977（昭和52）年に完成した農地に入植者が入った。現在の出来川はこの干拓事業で誕生した水郷地帯の北側を蛇行しながら南東へ向かう。下流部では美里町と涌谷町の町境になっている。石巻市の西側で龍ノ口山（標高81.1メートル）に針路を阻まれ、北へ転じて明治水門で江合川に注ぐ。支流には赤井川などがある。
名鰭沼干拓地には、出来川のほか定川（二級河川定川の本流）、青木川、鞍坪排水路・鞍坪川（鳴瀬川の支流）などが並走し、排水路が縦横に張り巡らされていて、流域の雨水は出来川には流入しないように設計されている。しかしきわめて平坦な地勢から、出来川の河床勾配は最小で1/9000ほどしかなく、江合川の増水時には出来川への逆流の恐れがある。そのため江合川への合流部に明治水門が設けられているのだが、これが閉じられて出来川の水が溢れる際には、名鰭沼干拓地が遊水地の機能を果たすことになっている。

### 田尻川
田尻川（たじりがわ）は江合川の左岸の支流である。長さは約24キロメートル。
源は玉造丘陵の旧岩出山町（現・大崎市岩出山）十文字地区にある。江合川左岸一帯の河川の水を集め、旧田尻町の中心部を経て、涌谷町の唐崎水門で江合川に合流する。
田尻川には、美女川、佐賀川、百々川、長者川、中雨生沢川などの支流がある。百々川の上流には切伏沼、長者川の中流には化女沼（化女沼ダム）などが設けられており、洪水調節機能を担っている。
化女沼の東には、かつて「大崎沼」（別名、千枝沼）という湖沼があった。中世に一帯を支配した大崎氏の開祖斯波家兼は、奥州管領として当地に下向すると5箇所に御所を築いており、大崎沼の畔にはそのうちの一つ、小野（この）御所があった。当時は一帯は江合川、田尻川などの氾濫原になっていて、広大な沼沢地に囲まれた小野御所には船着場が設けられ、要害になっていたという。また、その沼沢地に丘陵が島のように浮かび、景勝地として当地を詠んだ和歌が多く伝わっている。
ここで詠まれている「朽木橋」はこれらの沼に架けられていたもので、「朽木橋」や「花島山」（大崎沼にあった池中島）は陸奥国を代表する歌枕として知られている。現在は化女沼ダムのたもとに「朽木橋」の地名が遺されている。
- 歌枕の一覧も参照。

### 新江合川
江合川流域では明治43年、大正2年と洪水被害が相次いだ。これを受け、宮城県は大正6年から江合川の河道改修を行い、鳴瀬川へ完全に合流させる工事を始めた。これは大正10年には国の事業として営まれることになった。
ところが、昭和22年（カスリン台風）、昭和23年（アイオン台風）の洪水被害の結果、この計画の見直しが決まった。これにより鳴瀬川への放流量は全体（1100m3/s）のうち一部（300m3/s）に縮小された。
開削工事は昭和32年に完成、これによって生まれたのが新江合川である。

### 大谷川

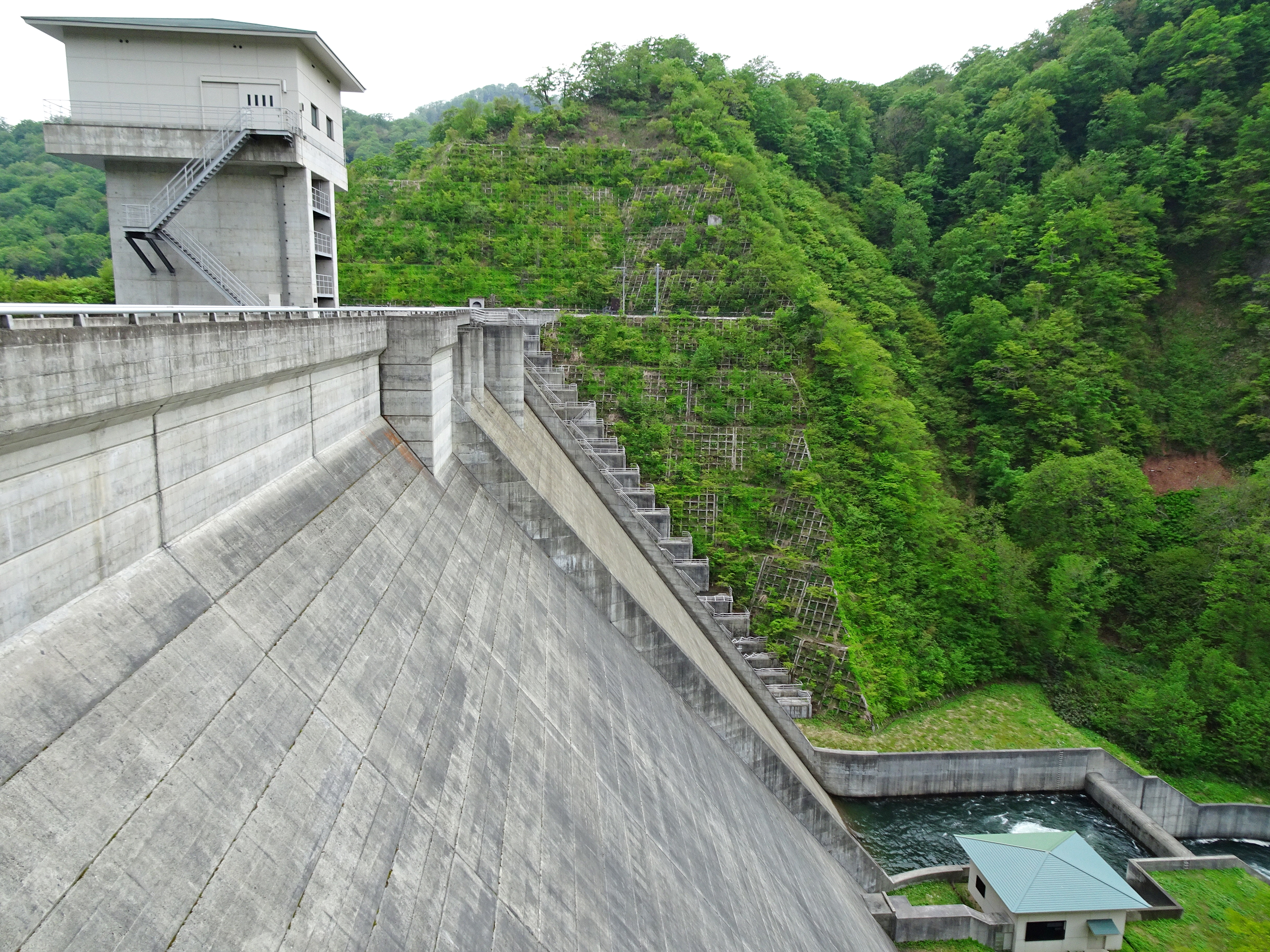
岩堂沢ダム

大谷川（おおやがわ）は大柴山（標高1083メートル）の南に発し、その源流付近では、宮城県と山形県の県境になっている。仙台と出羽国を結ぶ中山越出羽道はこの谷川沿いに通じており、現在は国道47号とJR陸羽東線が大谷川に沿っている。街道筋に「中山宿」や「尿前番所（尿前関）」があり、松尾芭蕉の『おくのほそ道』にも登場する。
大谷川の支流、岩堂沢の奥部には、2009（平成21）年に完成した岩堂沢ダム（螢泉湖）がある。このダムは農業用水確保のために築かれたものである。それ以前には、農業用水路を流下した水をポンプで上流に組み上げて再利用しなければならないほど水不足に陥っており、1994（平成6）年から建設していたものである。

### 支流のリスト
江合川全体のうち、旧北上川への合流地点から上流30.5キロメートル地点までと、新江合川全体（5.2キロメートル）、鳴子ダムに関連してダムの上流側9.1キロメートル区間と、ダム湖に注ぐ田代川の0.5キロメートル区間は国土交通省が管理している（大臣管理区間）。
| 川名   | 川名     | 川名     | 川名       | 川名       | 川名             | 川名             | 川名             | 川名             | よみ                       | 長さ (km) | 流域 面積 (km2) | （管理者・区間・備考）                               | 国web | 出典                        |
| 北上川 | 北上川   | 北上川   | 北上川     | 北上川     | 北上川           | 北上川           | 北上川           | 北上川           | きたかみがわ               | 249       | 10150           |                                                      | ○     | [ 35 ] [ 36 ]               |
| ├      | 旧北上川 | 旧北上川 | 旧北上川   | 旧北上川   | 旧北上川         | 旧北上川         | 旧北上川         | 旧北上川         | きゅうきたかみがわ         |           |                 |                                                      | ○     | [ 35 ]                      |
| │      | ├        | 江合川   | 江合川     | 江合川     | 江合川           | 江合川           | 江合川           | 江合川           | えあいがわ                 |           |                 |                                                      | ○     | [ 35 ] [ 37 ]               |
|        | ｜       | ├        | 出来川     | 出来川     | 出来川           | 出来川           | 出来川           | 出来川           | できがわ                   | 20.726    |                 | 新堀伏越で新江合川より分流、明治水門で江合川に戻る。 | ○     | [ 38 ] [ 35 ] [ 39 ]        |
|        | ｜       | ｜       | ├          | 赤井川     | 赤井川           | 赤井川           | 赤井川           | 赤井川           |                            |           |                 |                                                      |       | [ 38 ]                      |
|        | ｜       | ｜       | └          | 大江堀     | 大江堀           | 大江堀           | 大江堀           | 大江堀           |                            |           |                 |                                                      |       | [ 40 ]                      |
|        | ｜       | ├        | 田尻川     | 田尻川     | 田尻川           | 田尻川           | 田尻川           | 田尻川           | たじりがわ                 | 24.135    |                 | 江合川本流の清水閘門より分水                         | ○     | [ 38 ] [ 35 ] [ 41 ]        |
|        | ｜       | ｜       | ├          | 相野沼     | 相野沼           | 相野沼           | 相野沼           | 相野沼           |                            |           |                 |                                                      | ○     |                             |
|        | ｜       | ｜       | ├          | 美女川     | 美女川           | 美女川           | 美女川           | 美女川           | びじょがわ                 | 4.500     |                 |                                                      | ○     | [ 38 ] [ 35 ] [ 42 ]        |
|        | ｜       | ｜       | ├          | 佐賀川     | 佐賀川           | 佐賀川           | 佐賀川           | 佐賀川           | さががわ                   | 1.530     |                 |                                                      |       | [ 38 ] [ 35 ]               |
|        | ｜       | ｜       | ├          | 百々川     | 百々川           | 百々川           | 百々川           | 百々川           | どどがわ                   | 3.000     |                 |                                                      |       | [ 38 ] [ 35 ] [ 43 ]        |
|        | ｜       | ｜       | ｜         | └          | 切伏沼           | 切伏沼           | 切伏沼           | 切伏沼           |                            |           |                 |                                                      | ○     | [ 44 ]                      |
|        | ｜       | ｜       | ├          | 長者川     | 長者川           | 長者川           | 長者川           | 長者川           | ちょうじゃがわ             | 3.300     |                 |                                                      |       | [ 38 ] [ 35 ]               |
|        | ｜       | ｜       | ｜         | └          | 化女沼ダム       | 化女沼ダム       | 化女沼ダム       | 化女沼ダム       |                            |           |                 |                                                      | ○     | [ 38 ]                      |
|        | ｜       | ｜       | ｜         |            | └                | 化女沼           | 化女沼           | 化女沼           |                            |           |                 |                                                      | ○     | [ 29 ]                      |
|        | ｜       | ｜       | ├          | ─          | ─                | ┘                | 長者川           | 長者川           |                            |           |                 | 田尻川より分流、化女沼、化女ダムをへて田尻川へ注ぐ。 |       | [ 38 ]                      |
|        | ｜       | ｜       | └          | 中雨生沢川 | 中雨生沢川       | 中雨生沢川       | 中雨生沢川       | 中雨生沢川       | なかあめおざわがわ         | 1.420     |                 |                                                      |       | [ 38 ] [ 35 ] [ 45 ]        |
|        | ｜       | ├        | 新江合川   | 新江合川   | 新江合川         | 新江合川         | 新江合川         | 新江合川         | しんえあいがわ             |           |                 | 鳴瀬川へ注ぐ                                         | ○     | [ 35 ]                      |
|        | ｜       | ｜       | └          | 八ヶ村江川 | 八ヶ村江川       | 八ヶ村江川       | 八ヶ村江川       | 八ヶ村江川       | はつかそんえがわ           |           |                 |                                                      |       | [ 35 ]                      |
|        | ｜       | ｜       |            | └          | 新八ヶ村江川     | 新八ヶ村江川     | 新八ヶ村江川     | 新八ヶ村江川     | しんはつかそんえがわ       |           |                 |                                                      |       | [ 35 ]                      |
|        | ｜       | ├        | 清水川     | 清水川     | 清水川           | 清水川           | 清水川           | 清水川           | しみずがわ                 |           |                 |                                                      |       | [ 35 ]                      |
|        | ｜       | ├        | ┘          | 内川       | 内川             | 内川             | 内川             | 内川             | うちかわ                   |           |                 |                                                      |       |                             |
|        | ｜       | ├        | 蛭沢川     | 蛭沢川     | 蛭沢川           | 蛭沢川           | 蛭沢川           | 蛭沢川           | ひるざわがわ、ひるさわがわ |           |                 |                                                      | ○     | [ 35 ] [ 46 ]               |
|        | ｜       | ｜       | ├          | 保土沢     | 保土沢           | 保土沢           | 保土沢           | 保土沢           |                            |           |                 |                                                      | ○     |                             |
|        | ｜       | ｜       | └          | 東昌寺沢   | 東昌寺沢         | 東昌寺沢         | 東昌寺沢         | 東昌寺沢         |                            |           |                 |                                                      | ○     |                             |
|        | ｜       | ├        | 館沢川     | 館沢川     | 館沢川           | 館沢川           | 館沢川           | 館沢川           |                            |           |                 |                                                      | ○     |                             |
|        | ｜       | ├        | 縮ノ沢     | 縮ノ沢     | 縮ノ沢           | 縮ノ沢           | 縮ノ沢           | 縮ノ沢           |                            |           |                 |                                                      | ○     |                             |
|        | ｜       | ├        | 境川       | 境川       | 境川             | 境川             | 境川             | 境川             | さかいがわ                 |           |                 |                                                      |       | [ 47 ]                      |
|        | ｜       | ├        | 湯沢（川） | 湯沢（川） | 湯沢（川）       | 湯沢（川）       | 湯沢（川）       | 湯沢（川）       | ゆざわ-                    |           |                 |                                                      | ○     | [ 35 ] [ 48 ]               |
|        | ｜       | ├        | 築沢（川） | 築沢（川） | 築沢（川）       | 築沢（川）       | 築沢（川）       | 築沢（川）       | つきさわ-、ちくさわ-       |           |                 |                                                      | ○     | [ 35 ] [ 49 ]               |
|        | ｜       | ├        | 鷲ノ巣沢   | 鷲ノ巣沢   | 鷲ノ巣沢         | 鷲ノ巣沢         | 鷲ノ巣沢         | 鷲ノ巣沢         |                            |           |                 |                                                      | ○     |                             |
|        | ｜       | ├        | 赤這沢     | 赤這沢     | 赤這沢           | 赤這沢           | 赤這沢           | 赤這沢           |                            |           |                 |                                                      | ○     |                             |
|        | ｜       | ├        | 館野沢     | 館野沢     | 館野沢           | 館野沢           | 館野沢           | 館野沢           |                            |           |                 |                                                      | ○     |                             |
|        | ｜       | ├        | 赤沢       | 赤沢       | 赤沢             | 赤沢             | 赤沢             | 赤沢             |                            |           |                 |                                                      | ○     |                             |
|        | ｜       | ├        | 大谷川     | 大谷川     | 大谷川           | 大谷川           | 大谷川           | 大谷川           | おおやがわ                 |           |                 | 鳴子峡                                               | ○     | [ 35 ] [ 50 ]               |
|        | ｜       | ｜       | ├          | 小深沢     | 小深沢           | 小深沢           | 小深沢           | 小深沢           |                            |           |                 |                                                      | ○     |                             |
|        | ｜       | ｜       | ├          | 大深沢     | 大深沢           | 大深沢           | 大深沢           | 大深沢           |                            |           |                 |                                                      | ○     |                             |
|        | ｜       | ｜       | ├          | 東沢       | 東沢             | 東沢             | 東沢             | 東沢             |                            |           |                 |                                                      | ○     |                             |
|        | ｜       | ｜       | ｜         | ├          | 小野沢           | 小野沢           | 小野沢           | 小野沢           |                            |           |                 |                                                      | ○     |                             |
|        | ｜       | ｜       | ｜         | └          | 西沢             | 西沢             | 西沢             | 西沢             |                            |           |                 |                                                      | ○     |                             |
|        | ｜       | ｜       | ├          | 杵沢       | 杵沢             | 杵沢             | 杵沢             | 杵沢             |                            |           |                 |                                                      | ○     |                             |
|        | ｜       | ｜       | ├          | 岩堂沢     | 岩堂沢           | 岩堂沢           | 岩堂沢           | 岩堂沢           | がんどうさわ               |           |                 |                                                      | ○     | [ 35 ]                      |
|        | ｜       | ｜       | ｜         | ├          | 熊沢             | 熊沢             | 熊沢             | 熊沢             |                            |           |                 |                                                      | ○     |                             |
|        | ｜       | ｜       | ｜         | └          | 岩堂沢ダム       | 岩堂沢ダム       | 岩堂沢ダム       | 岩堂沢ダム       | がんどうさわ-              |           |                 | 螢泉湖                                               | ○     | [ 32 ]                      |
|        | ｜       | ｜       | ｜         |            | ├                | 東沢             | 東沢             | 東沢             |                            |           |                 |                                                      | ○     |                             |
|        | ｜       | ｜       | ｜         |            | └                | 蛙子沢           | 蛙子沢           | 蛙子沢           | あしざわ                   |           |                 |                                                      | ○     | [ 35 ]                      |
|        | ｜       | ｜       | ├          | 沙沢       | 沙沢             | 沙沢             | 沙沢             | 沙沢             |                            |           |                 |                                                      | ○     |                             |
|        | ｜       | ｜       | ├          | 宿ノ沢     | 宿ノ沢           | 宿ノ沢           | 宿ノ沢           | 宿ノ沢           |                            |           |                 |                                                      | ○     |                             |
|        | ｜       | ｜       | ├          | 軽井沢     | 軽井沢           | 軽井沢           | 軽井沢           | 軽井沢           |                            |           |                 |                                                      | ○     |                             |
|        | ｜       | ｜       | ├          | 東遠鈴沢   | 東遠鈴沢         | 東遠鈴沢         | 東遠鈴沢         | 東遠鈴沢         |                            |           |                 |                                                      | ○     |                             |
|        | ｜       | ｜       | └          | 中ノ沢     | 中ノ沢           | 中ノ沢           | 中ノ沢           | 中ノ沢           | なかのさわ-                |           |                 |                                                      |       | [ 35 ] [ 51 ]               |
|        | ｜       | └        | 鳴子ダム   | 鳴子ダム   | 鳴子ダム         | 鳴子ダム         | 鳴子ダム         | 鳴子ダム         |                            |           |                 |                                                      | ○     | [ 52 ]                      |
|        | ｜       |          | └          | 荒雄湖     | 荒雄湖           | 荒雄湖           | 荒雄湖           | 荒雄湖           |                            |           |                 |                                                      | ○     | [ 53 ]                      |
|        | ｜       |          |            | ├          | 水無沢           | 水無沢           | 水無沢           | 水無沢           |                            |           |                 |                                                      | ○     |                             |
|        | ｜       |          |            | ├          | 松木沢           | 松木沢           | 松木沢           | 松木沢           |                            |           |                 |                                                      | ○     |                             |
|        | ｜       |          |            | ├          | 砥石沢           | 砥石沢           | 砥石沢           | 砥石沢           |                            |           |                 |                                                      | ○     |                             |
|        | ｜       |          |            | ├          | 木戸沢           | 木戸沢           | 木戸沢           | 木戸沢           |                            |           |                 |                                                      | ○     |                             |
|        | ｜       |          |            | ├          | 田代川           | 田代川           | 田代川           | 田代川           | たしろがわ                 |           |                 |                                                      | ○     | [ 35 ] [ 54 ]               |
|        | ｜       |          |            | ｜         | └                | 鷹ノ巣沢         | 鷹ノ巣沢         | 鷹ノ巣沢         |                            |           |                 |                                                      | ○     |                             |
|        | ｜       |          |            | ├          | 大深沢           | 大深沢           | 大深沢           | 大深沢           |                            |           |                 | 片山地獄、鬼首地熱発電所                             | ○     |                             |
|        | ｜       |          |            | ├          | 寒風沢           | 寒風沢           | 寒風沢           | 寒風沢           |                            |           |                 |                                                      | ○     |                             |
|        | ｜       |          |            | ├          | 小深沢           | 小深沢           | 小深沢           | 小深沢           |                            |           |                 |                                                      | ○     |                             |
|        | ｜       |          |            | ├          | 赤沢             | 赤沢             | 赤沢             | 赤沢             |                            |           |                 |                                                      | ○     |                             |
|        | ｜       |          |            | ├          | 荒砥沢           | 荒砥沢           | 荒砥沢           | 荒砥沢           |                            |           |                 |                                                      | ○     |                             |
|        | ｜       |          |            | ├          | 吹上沢           | 吹上沢           | 吹上沢           | 吹上沢           |                            |           |                 | 間欠泉                                               | ○     |                             |
|        | ｜       |          |            | ├          | 大沢川           | 大沢川           | 大沢川           | 大沢川           | おおさわがわ               | 3         | 21.6            | 上大沢ダム（かむろ湖）                               | ○     | [ 35 ] [ 55 ] [ 14 ] [ 33 ] |
|        | ｜       |          |            | ｜         | ├                | 新井山沢         | 新井山沢         | 新井山沢         |                            |           |                 |                                                      | ○     |                             |
|        | ｜       |          |            | ｜         | ├                | 田沢川           | 田沢川           | 田沢川           | たざわがわ                 |           |                 |                                                      | ○     | [ 35 ] [ 56 ] [ 14 ]        |
|        | ｜       |          |            | ｜         | ├                | 水上沢           | 水上沢           | 水上沢           |                            |           |                 | 上大沢ダム                                           | ○     |                             |
|        | ｜       |          |            | ｜         | ├                | 火の沢           | 火の沢           | 火の沢           |                            |           |                 | 禿高原                                               | ○     |                             |
|        | ｜       |          |            | ｜         | └                | 上大沢川         | 上大沢川         | 上大沢川         | かみおおさわがわ           |           |                 |                                                      |       | [ 35 ] [ 57 ] [ 14 ]        |
|        | ｜       |          |            | ├          | カマツボ川       | カマツボ川       | カマツボ川       | カマツボ川       | かまつぼがわ               |           |                 |                                                      |       | [ 35 ]                      |
|        | ｜       |          |            | ├          | 宮沢（川）       | 宮沢（川）       | 宮沢（川）       | 宮沢（川）       | みやざわ-                  |           |                 |                                                      | ○     | [ 35 ] [ 58 ]               |
|        | ｜       |          |            | ├          | 白蛇沢           | 白蛇沢           | 白蛇沢           | 白蛇沢           |                            |           |                 |                                                      | ○     |                             |
|        | ｜       |          |            | ├          | 神楽沢           | 神楽沢           | 神楽沢           | 神楽沢           |                            |           |                 |                                                      | ○     |                             |
|        | ｜       |          |            | ├          | 中沢             | 中沢             | 中沢             | 中沢             |                            |           |                 |                                                      | ○     |                             |
|        | ｜       |          |            | ├          | 片隅沢（片済川） | 片隅沢（片済川） | 片隅沢（片済川） | 片隅沢（片済川） | かたすみ-                  |           |                 |                                                      | ○     | [ 35 ] [ 37 ]               |
|        | ｜       |          |            | ├          | 草木沢           | 草木沢           | 草木沢           | 草木沢           |                            |           |                 |                                                      | ○     |                             |
|        | ｜       |          |            | ├          | 軍沢川（軍沢中） | 軍沢川（軍沢中） | 軍沢川（軍沢中） | 軍沢川（軍沢中） | いくさざわがわ             |           |                 | 黒滝                                                 | ○     | [ 35 ] [ 59 ]               |
|        | ｜       |          |            | ｜         | ├                | 白沢             | 白沢             | 白沢             |                            |           |                 |                                                      | ○     |                             |
|        | ｜       |          |            | ｜         | └                | 片倉沢           | 片倉沢           | 片倉沢           |                            |           |                 | 不動滝                                               | ○     |                             |
|        | ｜       |          |            | ├          | 森子芦沢         | 森子芦沢         | 森子芦沢         | 森子芦沢         |                            |           |                 |                                                      | ○     |                             |
|        | ｜       |          |            | ├          | 仙北沢（川）     | 仙北沢（川）     | 仙北沢（川）     | 仙北沢（川）     | せんぼくがわ               |           |                 |                                                      | ○     | [ 35 ] [ 60 ]               |
|        | ｜       |          |            | ├          | 上芦沢           | 上芦沢           | 上芦沢           | 上芦沢           |                            |           |                 |                                                      | ○     |                             |
|        | ｜       |          |            | ├          | 杉ノ森沢         | 杉ノ森沢         | 杉ノ森沢         | 杉ノ森沢         |                            |           |                 |                                                      | ○     |                             |
|        | ｜       |          |            | ├          | 猪の倉沢         | 猪の倉沢         | 猪の倉沢         | 猪の倉沢         |                            |           |                 |                                                      | ○     |                             |
|        | ｜       |          |            | ├          | 寒湯沢           | 寒湯沢           | 寒湯沢           | 寒湯沢           |                            |           |                 |                                                      | ○     |                             |
|        | ｜       |          |            | ├          | 山王沢           | 山王沢           | 山王沢           | 山王沢           |                            |           |                 |                                                      | ○     |                             |
|        | ｜       |          |            | ├          | 芦沢             | 芦沢             | 芦沢             | 芦沢             |                            |           |                 |                                                      | ○     |                             |
|        | ｜       |          |            | ├          | 保呂内沢         | 保呂内沢         | 保呂内沢         | 保呂内沢         |                            |           |                 |                                                      | ○     |                             |
|        | ｜       |          |            | ｜         | └                | 西ノ股沢         | 西ノ股沢         | 西ノ股沢         |                            |           |                 |                                                      | ○     |                             |
|        | ｜       |          |            | ├          | 鎌内沢           | 鎌内沢           | 鎌内沢           | 鎌内沢           |                            |           |                 | 盗人滝、段々滝                                       | ○     |                             |
|        | ｜       |          |            | ｜         | └                | 黒倉沢           | 黒倉沢           | 黒倉沢           |                            |           |                 |                                                      | ○     |                             |
|        | ｜       |          |            | ｜         |                  | └                | 金山沢           | 金山沢           |                            |           |                 |                                                      | ○     |                             |
|        | ｜       |          |            | ├          | 古沢             | 古沢             | 古沢             | 古沢             | いにしえ-                  |           |                 |                                                      | ○     |                             |
|        | ｜       |          |            | ｜         | └                | 吉倉沢           | 吉倉沢           | 吉倉沢           |                            |           |                 |                                                      | ○     |                             |
|        | ｜       |          |            | ├          | 岩魚沢           | 岩魚沢           | 岩魚沢           | 岩魚沢           |                            |           |                 |                                                      | ○     |                             |
|        | ｜       |          |            | ├          | 濁沢             | 濁沢             | 濁沢             | 濁沢             |                            |           |                 |                                                      | ○     |                             |
|        | ｜       |          |            | ├          | 滝沢             | 滝沢             | 滝沢             | 滝沢             |                            |           |                 |                                                      | ○     |                             |
|        | ｜       |          |            | └          | 北滝沢           | 北滝沢           | 北滝沢           | 北滝沢           |                            |           |                 |                                                      | ○     |                             |

## 環境

### 水質
江合川の下流での水質調査によって、環境基準B類型に位置づけられている。水の利用にあたっては、水産2級（サケ科やアユの生育が可能）、水道2級（通常の浄水で利用可能）となっている。（2009年10月現在）。
支流では、出来川が環境基準C類型となっている。水の利用については、水産3級（コイやフナの生育が可能）、工業用水1級（通常の浄化で利用可能）となっている（2009年10月現在）。田尻川では定常的な調査は行われていない。

### 生物
江合川では次のような魚類が確認されている。
- サケ・ヨシノボリ・モツゴ・カジカ・アユ・ウグイ・オイカワ・ナマズ・ヤツメウナギ・ヤマメ・イワナ・ギバチ[6]

大崎平野などの平野部では、江合川やその支流は水郷地帯を流れているが、現代ではその大部分がコンクリートなどで護岸されている。鳴子ダムなどの建設によって洪水がなくなったことで、川岸にはヤナギ（シロヤナギ、オノエヤナギ、タチヤナギなど）やオニグルミが育つようになった。また、堤防上などでは、除草や踏みつけの結果として、在来種（ススキ、チガヤ、ヨモギ、スギナ）以外の帰化植物（セイタカアワダチソウ、シロツメクサ、ヒメムカシヨモギなど）が生育するようになった。数は少ないが、ところによってはヨシが生え、ヨシキリなどの野鳥が確認されている。
平野部の主要支流である田尻川と出来川は、コイ、フナ、メダカの生息域になっている一方、外来種のブラックバスなどの増加も指摘されている。また、サケが遡上することも報告されている。
これらの支流も上流部では自然環境が残されており、希少種としてはスナヤツメ、ギバチの生息が確認されている。特に、田尻川の上流部にある化女沼はラムサール条約の登録湿地である。また、田尻川の左岸にある相野沼は環境省の特定植物群落「相野沼の水生植物群落」の指定を受けている。

## ギャラリー

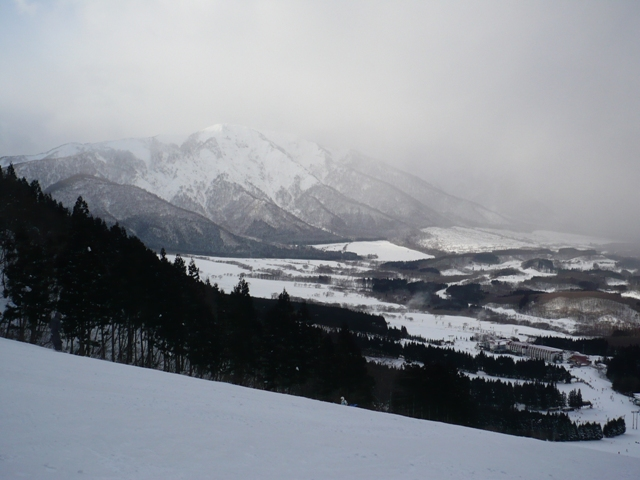
源流域の鬼首高原と禿岳。古代の鬼切部の戦いの舞台とする説もある。
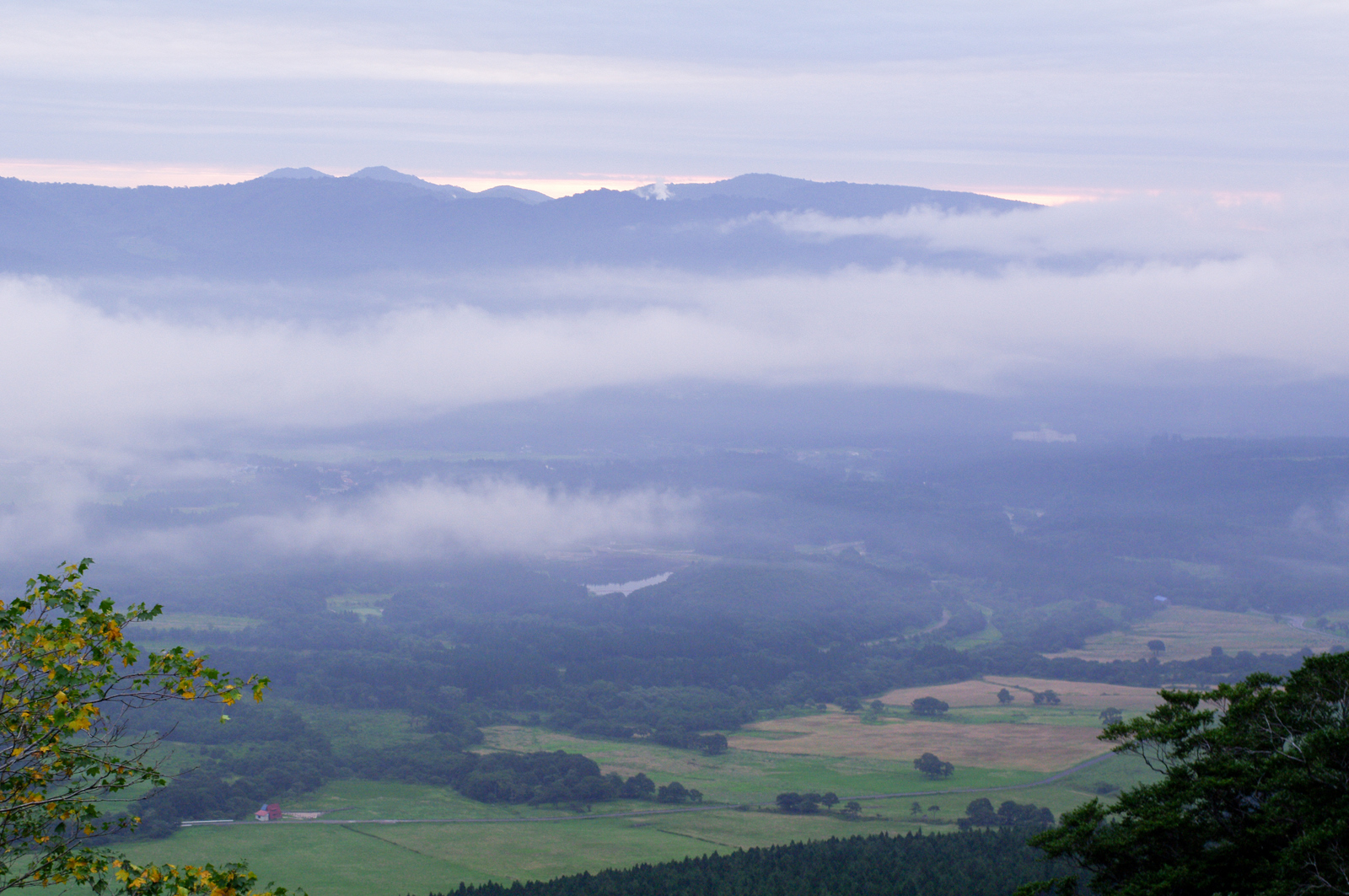
夏、朝もやの鬼首カルデラの眺望
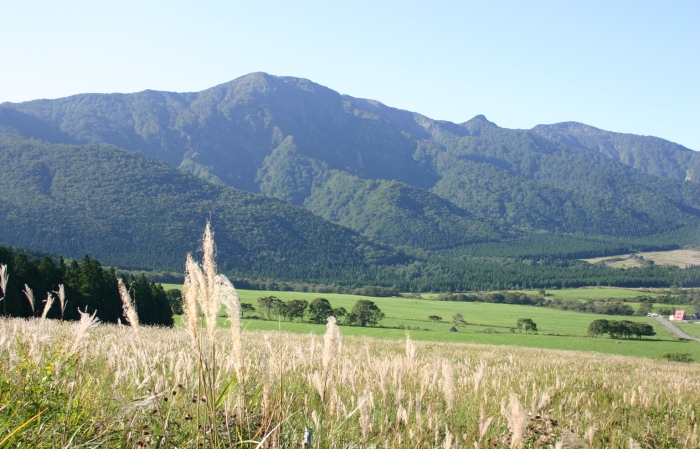
鬼首温泉より源流のひとつ、禿岳を望む
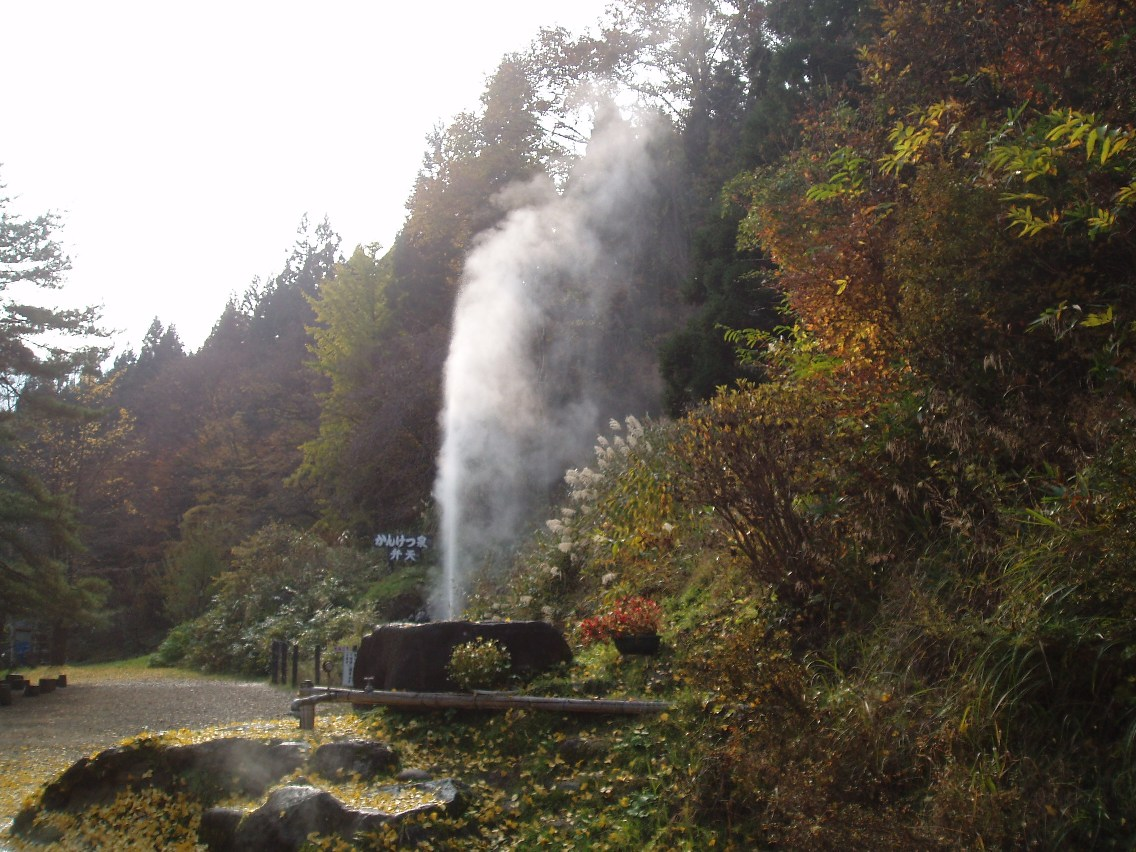
鬼首温泉の間欠泉
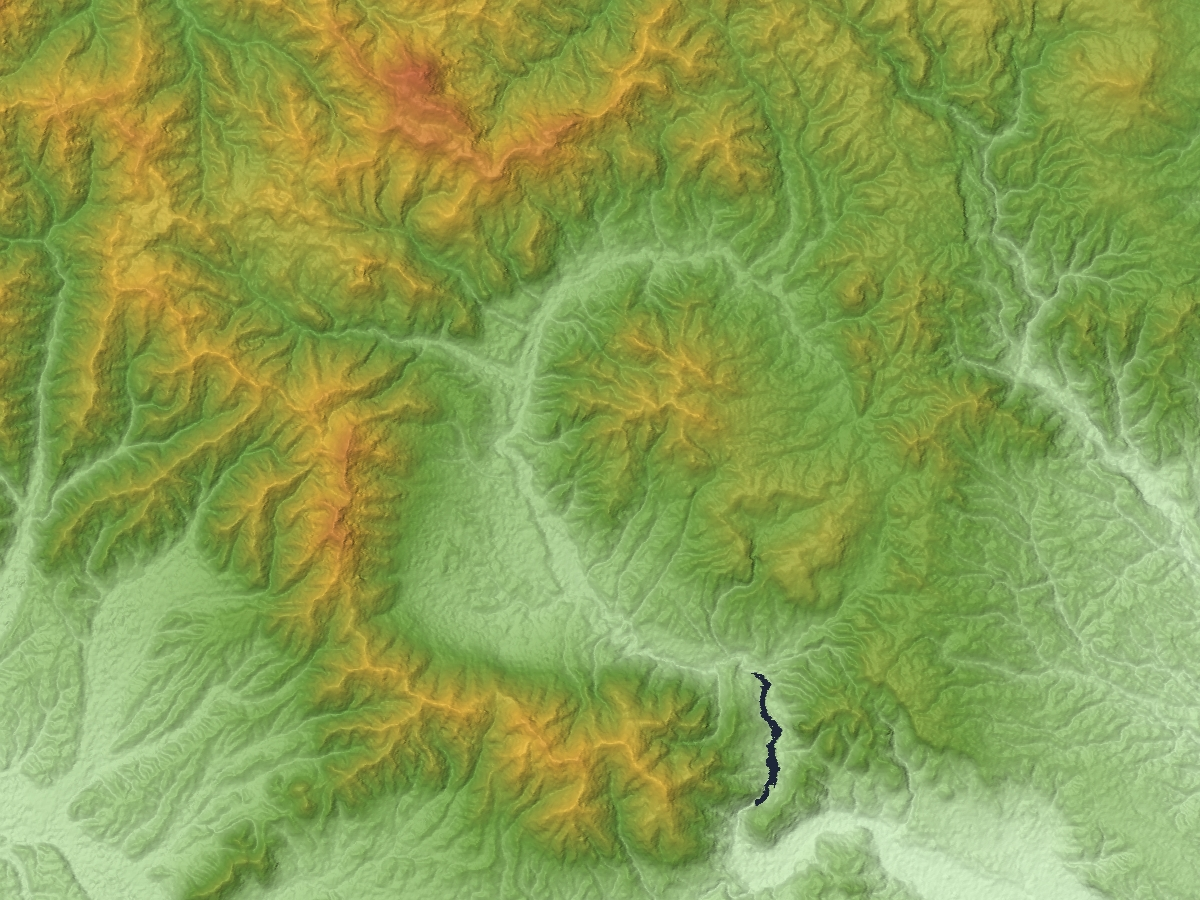
鬼首カルデラ周辺地形図
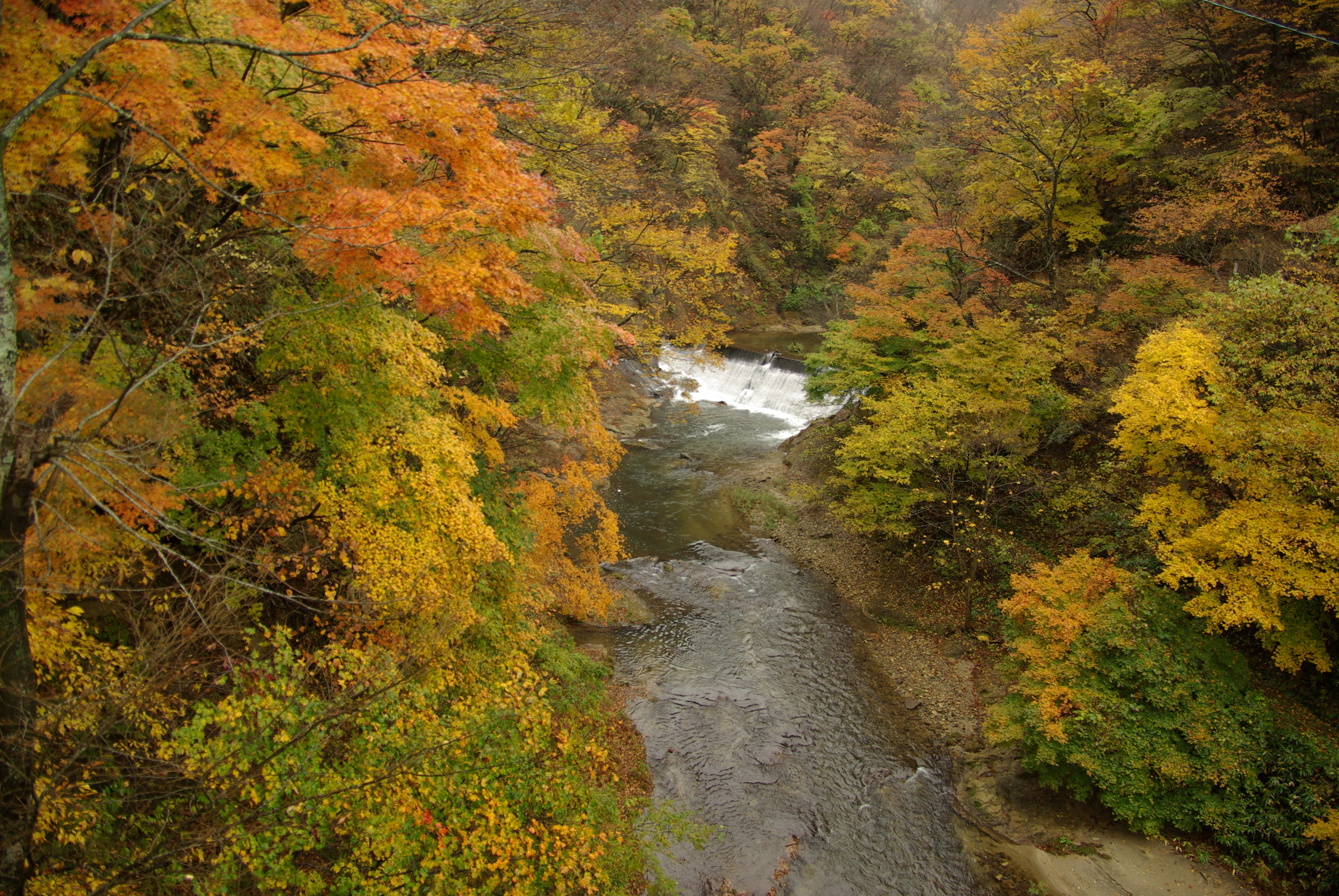
支流の大谷川
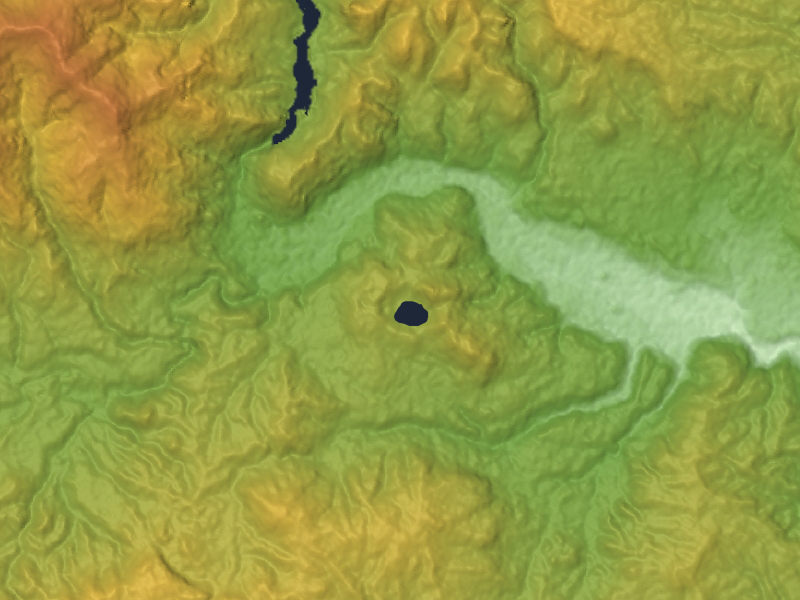
荒雄湖、鳴子ダム、鳴子峡、鳴子火山群付近の地形図
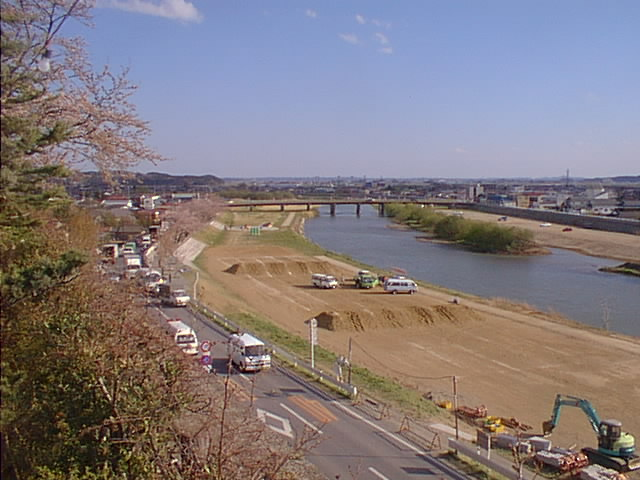
下流の涌谷町付近の川岸で輓曳競馬の準備をしている様子
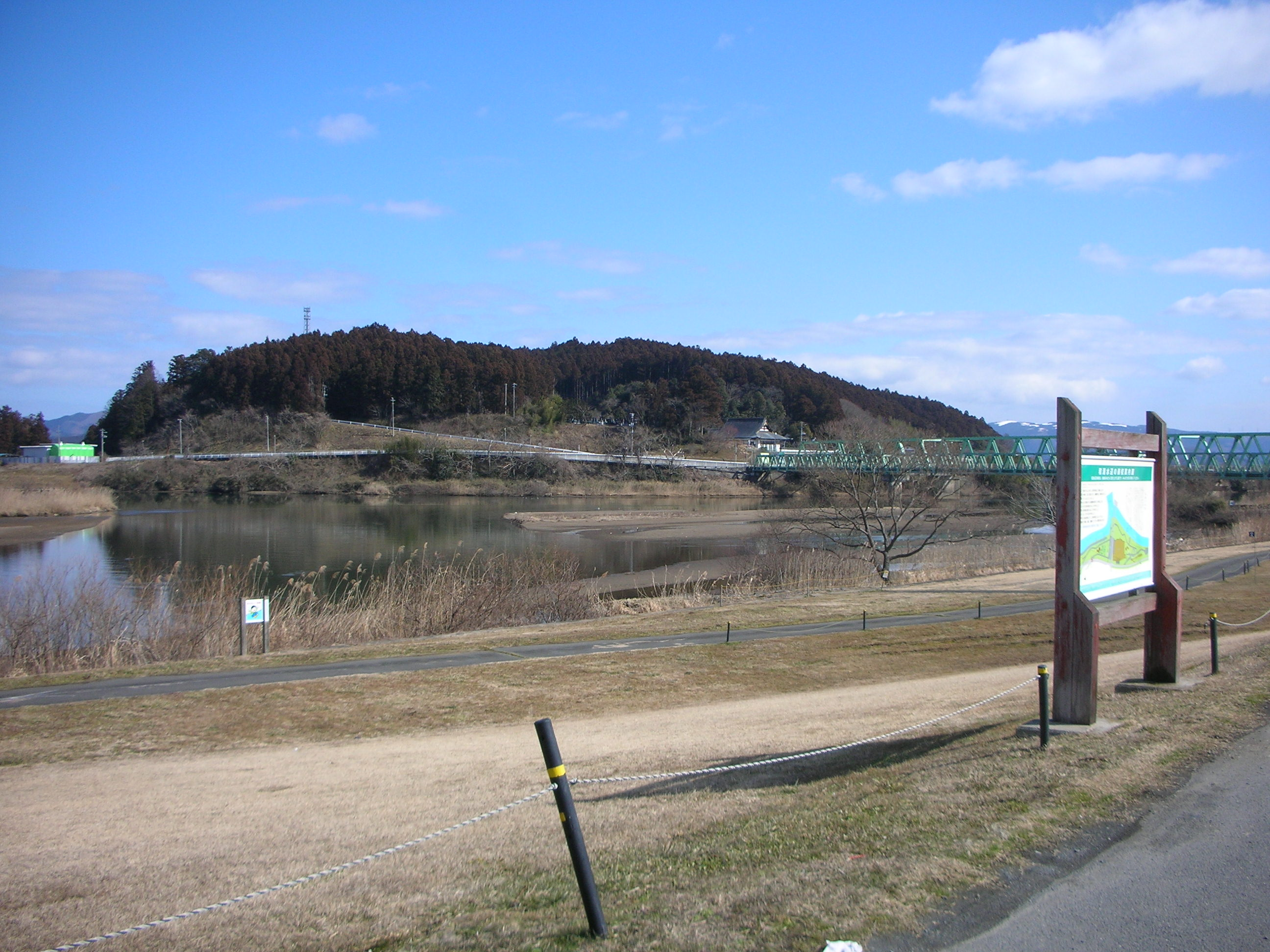
旧北上川に注ぐ神取橋付近。